# Akateko jezik
Akateko jezik (acatec, acateco, conob, san miguel acatán kanjobal, zapadni kanjobal, zapadni q’anjob’al; ISO 639-3: knj), jedan od majanskih jezika, kojim govori oko 48 500 gvatemalskih Akatek Indijanaca (1998) u Gvatemali i oko 10 100 izbjeglih u Meksiku (1991 O. Schumann).
Akateko pripada užoj kanjobalskoj skupini, podskupini Kanjobal-Jacaltec. Većina ih živi na području općine San Miguel Acatán.

## Vanjske poveznice
- Ethnologue (14th)
- Ethnologue (15th)